# Didaphne dispar
Didaphne dispar är en fjärilsart som beskrevs av W. Warren 1907. Didaphne dispar ingår i släktet Didaphne och familjen björnspinnare. Inga underarter finns listade i Catalogue of Life.